# Gabriel Aeppli
Gabriel Aeppli (Zúrich, 25 de noviembre de 1956) un ingeniero eléctrico suizo-estadounidense.

## Biografía
Gabriel, hijo del matemático Alfred Aeppli y Dorothee Aeppli, nació en Zúrich el 25 de noviembre de 1956. Poco después de nacer, Gabriel Aeppli se mudó de Zúrich con su padre a los Estados Unidos. Vivió en Londres, Reino Unido, de 2002 a 2015, cuando regresó a Zúrich.
Estudió en el Instituto de Tecnología de Massachusetts, donde obtuvo un B.Sc. en 1978 en matemáticas y doctorado, M.Sc. & B.Sc, en ingeniería eléctrica (1983). Fue asistente de investigación en el MIT y estudiante de cooperativas industriales en IBM. Desde 1982 estuvo en los Laboratorios Bell contratado en 1993 como miembro distinguido del personal técnico. De 1996 a 2002, fue científico investigador sénior en los Laboratorios NEC en Princeton. Desde 2002, como profesor Quain de Física en el University College de Londres, ayudó a fundar el Centro de Nanotecnología de Londres, donde actuó como director hasta marzo de 2015.
Su enfoque técnico actual está en las implicaciones de la ciencia fotónica y la nanotecnología para el procesamiento de información y la atención médica. Es miembro de la junta directiva de Bio Nano Consulting. Es cofundador del Centro de Nanotecnología de Londres, profesor de física en la Escuela Politécnica Federal de Zúrich y la Escuela Politécnica Federal de Lausana, y jefe del departamento de Sincrotrón y Nanotecnología del Instituto Paul Scherrer, también en Suiza. Ha contribuido a la espectroscopia sobre el magnetismo de sistemas desordenados y sobre superconductores de alta temperatura y antiferromagnetismo, identificando imanes con fluctuaciones cuánticas sintonizables que pueden usarse para estudiar la transición entre el comportamiento clásico y cuántico. Su trabajo ha ayudado a demostrar que las fluctuaciones del espín cuántico subyacen a la superconductividad exótica.